# 稲垣巌
稲垣 巌（いながき いわお、1897年（明治30年）2月15日 - 1937年（昭和12年）8月15日）は、日本の教育者。元京都府立桃山中学校（現：京都府立桃山高等学校）の英語科教員。
明治の文豪小泉八雲の次男。

## 略年譜
- 1897年（明治30年）

2月15日 - 東京市新宿区に小泉八雲、セツ夫妻の次男として生まれる。
- 1901年（明治34年）

9月 - 母セツの養家であった稲垣家へ養子縁組され、稲垣姓となる。
- 1910年（明治43年）頃

- 大久保村立尋常高等小学校卒業
- 1916年（大正5年）

3月 - 私立日本中学校卒業
- 1920年（大正9年）

6月 - 第六高等学校第二部甲類卒業。
7月 - 京都帝国大学工学部電気工学科入学　
- 1927年（昭和2年）

3月 - 京都帝国大学文学部英文科選科修了
- 1928年（昭和3年）

4月 - 京都府立桃山中学校（現：京都府立桃山高等学校）へ英語教師として赴任。
- 1934年（昭和9年）

1月 - 義弟種市良春により､睾丸の癌と診断され手術を受ける。
11月 - ｢父八雲を語る｣と題し､京都放送局のラジオ番組に出演。
- 1937年（昭和12年）

8月15日 - 死去。戒名は天籟院霊巌哲笑居士。墓は東京都府中市の多磨霊園にある。

## 家族・親族
- 父 小泉八雲（文学者）
- 母 セツ（島根県、士族小泉湊の娘、第七十五代出雲国造千家俊勝の次男千家俊信の玄孫）
- 妻 ミドリ（青森県、医師種市良一娘。巌没後、故郷に戻り下宿屋を営む。下宿生に三浦哲郎[2]）
- 長男 明男
- 長女 八重子
- 次女 京子

## 系譜
小泉家
『列士録』によれば、初代の小泉弥右衛門は“本国近江（いまの滋賀県）、生国因幡（いまの鳥取県）”の侍だった。はじめ、讃岐丸亀藩四万五千石の藩主である山崎治頼に仕えて家老を務めていた。しかし明暦3年（1657年）山崎治頼が嗣子なくして没して除封となり、代わってかつての松江城の主京極忠高の甥にして養子の高和が入封するに及んで、弥右衛門は丸亀を去って江戸（いまの東京）に出た。翌年の万治元年（1658年）、弥右衛門は、江戸で出雲松平家の祖である松平直政に召抱えられ、初めは使番（つかいばん）、後に二十名の徒（足軽）を統率する者頭（ものがしら）を務めた。
その後、小泉家は二代目弥右衛門が五十人の士分の侍を統率する番頭（ばんがしら）を務めて以来、代々セツの父八代目弥右衛門に至るまで、一定期間者頭ないしそれに準じた役職を務めた後、番頭（ばんがしら）に進んでおり、また、嫡子には家督相続と同時に組外（くみはずれ）という格式が与えられている。この格式は、直接ほかの侍の采配下に入らないことを意味し、『雲藩職制』の編者が“一国中の貴族”と表現した上士に限って与えられた待遇だった。ただし家禄は、一雄や田部隆次が記した五百石は誤りと見做すべきで、『代々御給帳』･『列士録』･『旧藩事蹟』等古文書は一致して三百石だったことを示している。
```
　　　　　　　　　　　　　　　　　　（乙部）
　　　　　　　　　　　乙部次郎兵衛━━小泉岩苔
　　　　　　　　　　　　　　　　　　　　　┃
　　　　　　　　　　　　　　　　　　　　　┣━━━━━━小泉湊
　　　　　　　　　　　　　　　　　　　　　┃　　　　　　　┃　　ラフカディオ・ハーン
　　　　　　　　　　　　　　小泉真種　　┏女　　　　　　　┃　　　　　┃
　　　　　　　　　　　　　　　　┣━━━╋女　　　　　　　┣━━━━セツ
　　　　　┏千家俊信━━━━━━清　　　┗女　　　　　　　┃
　　　　　┃　　　　　　　　　　　　　　　　　　　　　　　┃
　　　　　┃　　　　　　　　　　　　　　　　　　　　　　　┃
　　　　　┃　　　　　　　　　　　　　　塩見増右衛門━━チエ
　　　　　┃　　　　　　　　　　　　　　　　　　　　　　　　　　　　　┏千家尊福
　　　　　┃　　　　　　　　　　　　　　　　　　　　　　　　　　　　　┃（80代出雲国造）
　　　　　┗千家俊信━━━━千家尊之━━━千家尊孫━━━千家尊澄━━━┫
　（76代出雲国造）　（77代出雲国造）（78代出雲国造）（79代出雲国造）　┃
　　　　　　　　　　　　　　　　　　　　　　　　　　　　　　　　　　　┗千家尊紀
　　　　　　　　　　　　　　　　　　　　　　　　　　　　　　　　　　　（81代出雲国造）

```

## 関連
- 士族
- 出雲国造
- 寿岳文章 - 京大の同級生